# Tärnor
För andra betydelser, se tärna
Tärnor är en grupp med havs- och sjöfåglar som finns spridda över hela jorden, och vars taxonomiska status är under diskussion. Tidigare har de oftast kategoriseras som den egna familjen Sternidae, men sentida taxonomiska rekommendationer placerar dem istället som underfamiljen Sterninae i familjen måsfåglar (Laridae).

## Systematik
I The Clements Checklist of the Birds of the World vilken fungerar som ett rättesnöre för många taxonomiska kommittéer i världen, har tärnorna förlorat sin familjestatus och slagits samman med familjen Laridae och Rynchopidae.
Idag delar man upp gruppen i 12 släkten. Under en period slog man samman flera av släktena och placerade än fler arter i släktet Sterna som fortfarande är det största släktet inom familjen. Fylogenetiska studier av Bridget et al. (2005) påvisade att den sammanslagningen inte gav monofyletiska släkten och man bestämde därför att dela upp familjen i fler släkten för att bättre spegla tärnornas utveckling och släktskap. Denna nuvarande uppdelningen av släkten placerar flera arter i helt egna släkten som exempelvis sandtärna (Gelochelidon nilotica) och skräntärna (Hydroprogne caspia).
Huruvida tärnor är en monofyletisk grupp är oklart. Studier visar att Gygis, Anous och Procelsterna tillsammans eller successivt kan vara systergrupp till resten av Laridae, alltså måsar, saxnäbbar och övriga tärnor.

## Utseende
Tärnor är medelstora till stora fåglar. Jämfört med måsar har de lättare kroppsbyggnad och smalare och spetsigare vingar. Deras stjärt är mer eller mindre kluven. Oftast har de en grå eller vit fjäderdräkt och huvudet har i många fall svarta markeringar. Fötterna har simhud och näbben är tämligen stor och oftast spetsig.

## Utbredning
Tärnor finns över hela världen, även i de Arktiska områdena. Många arter genomför långa flyttningar. Vissa populationer av silvertärna flyttar från Arktiska områden till Sydafrika eller till och med Antarktis tur och retur varje år.

## Ekologi
Tärnor återfinns i anslutning till vatten, såsom hav, sjöar, floder och träskområden. De jagar i allmänhet fisk genom att spana medan de ryttlar för att sedan dyka ner på bytet. Ett fåtal arter snappar insekter på vattenytan. Sottärnan utgör ett undantag och seglar gärna på högre höjd än andra tärnor. Trots att tärnor har simhud på fötterna simmar de sällan. Tärnor är långlivade, ofta med en livslängd omkring 25–30 år.

## Släkten i underfamiljen

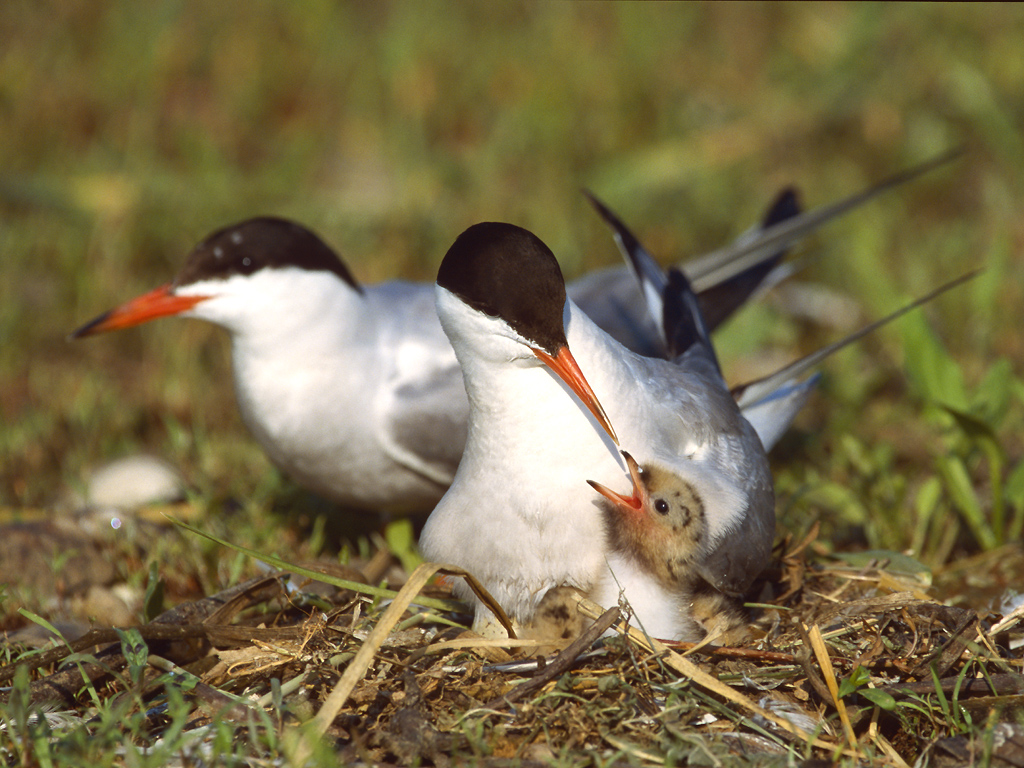
Fisktärna (Sterna hirundo)

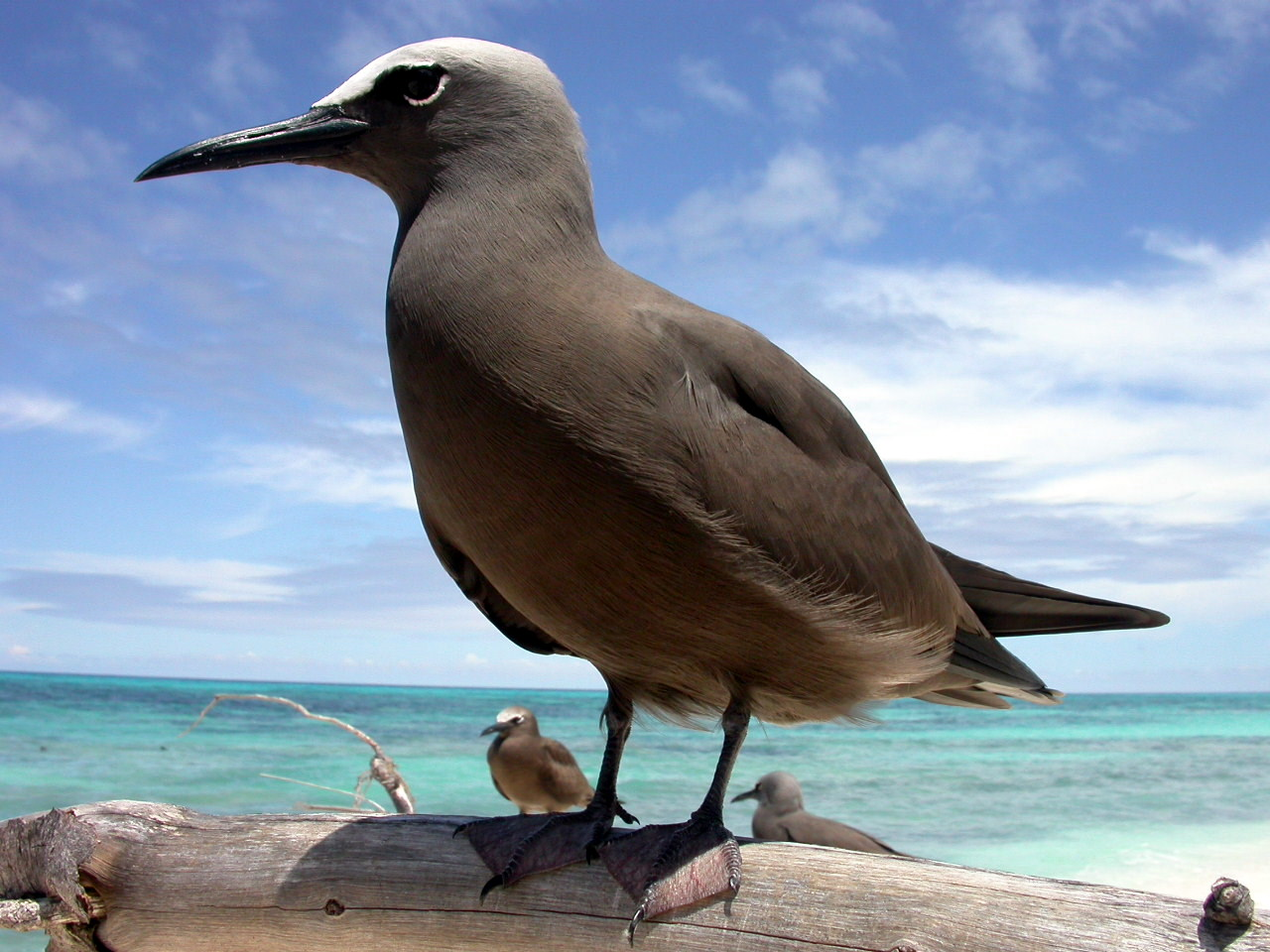
Brun noddy (Anous stolidus)

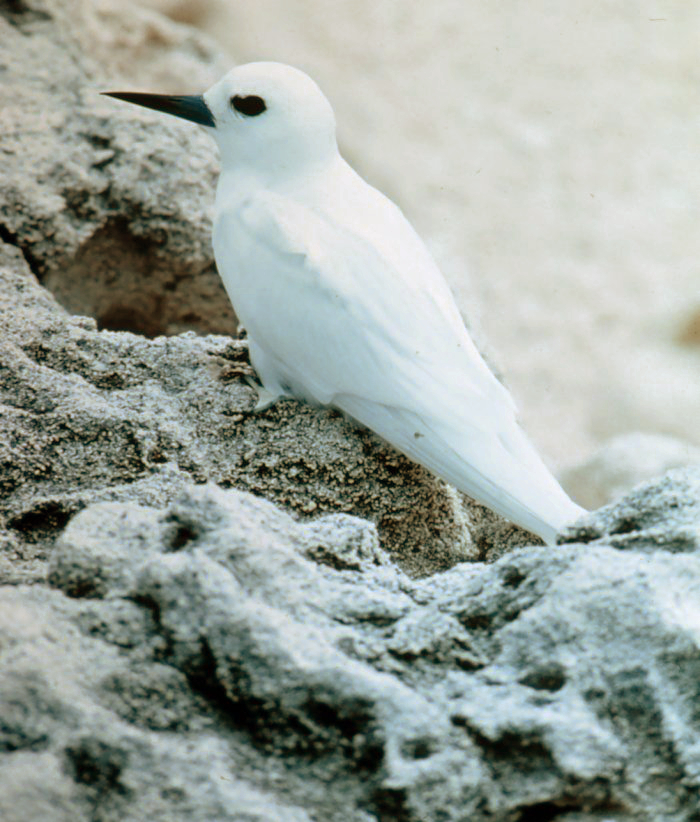
Fetärna (Gygis alba)

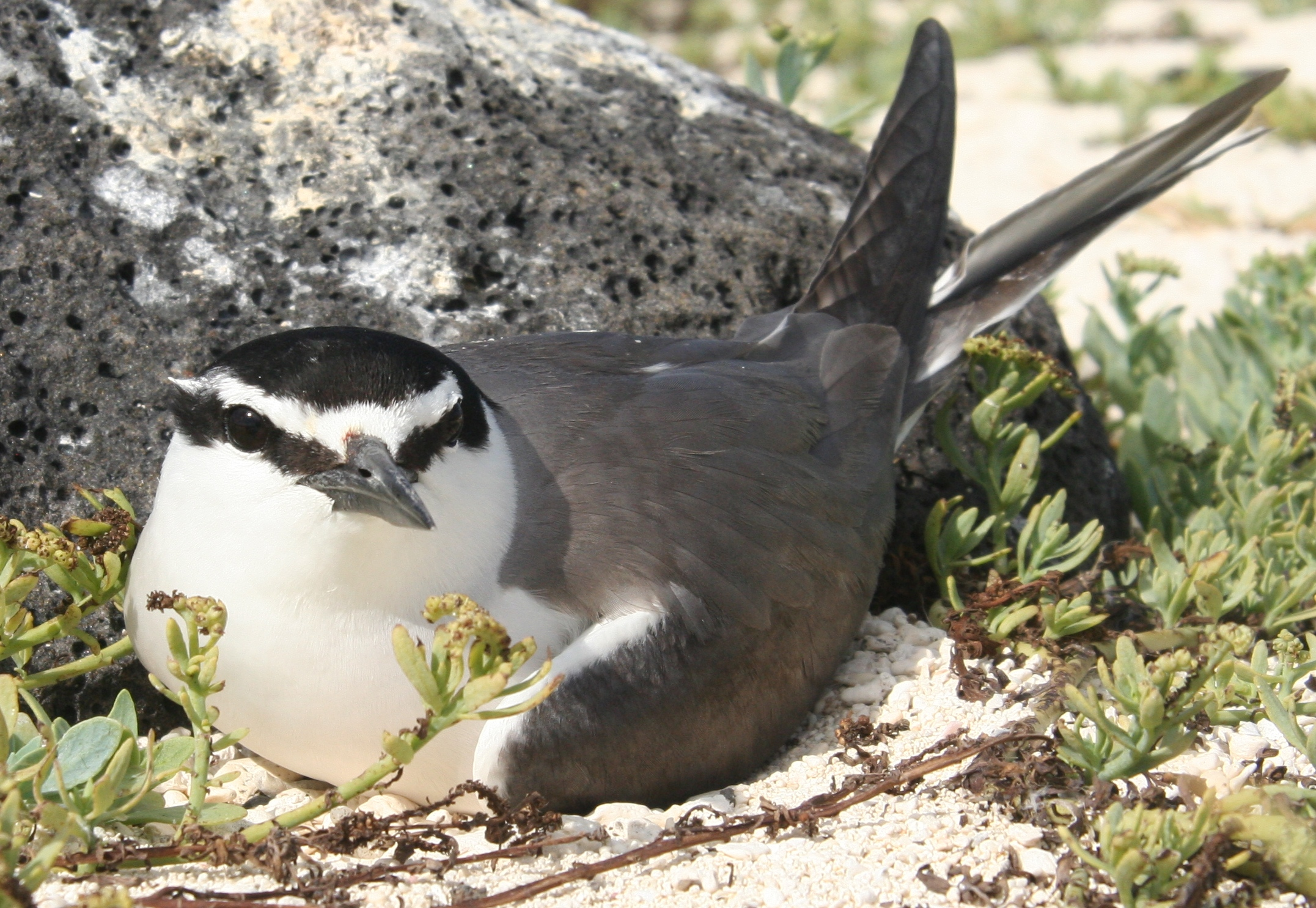
Söderhavstärna (Onychoprion lunatus)

- Anous (inkl. Procelsterna) – 5 arter noddytärnor
- Gygis – 1–2 arter fetärnor
- Onychoprion – 4 arter, tidigare i Sterna
- Sternula – 6 arter småtärnor, tidigare i Sterna
- Phaetusa – 1 art, tjocknäbbad tärna
- Gelochelidon – 1–2 arter sandtärnor
- Hydroprogne – 1 art, skräntärna
- Larosterna – 1 art, inkatärna
- Chlidonias – 4 arter träsktärnor
- Sterna – 13 arter
- Thalasseus – 6–7 arter, tidigare i Sterna